# Spagna ai Giochi della XXVII Olimpiade
La Spagna partecipò ai Giochi della XXVII Olimpiade, svoltisi a Sydney, Australia, dal 15 settembre al 1º ottobre 2000, con una delegazione di 321 atleti impegnati in ventisette discipline.

## Medaglie
| Medaglia | Atleta | Sport            | Evento                  |
| -------- | --- | ---------------- | ----------------------- |
| Oro      | Isabel Fernández | Judo             | 57 kg femminile         |
| Oro      | Joan Llaneras | Ciclismo         | Corsa a punti maschile  |
| Oro      | Gervasio Deferr | Ginnastica       | Volteggio maschile      |
| Argento  | Gabriel Esparza | Taekwondo        | 58 kg maschile          |
| Argento  | Spagna | Calcio           | Torneo maschile         |
| Argento  | Rafael Lozano | Pugilato         | Pesi mosca leggeri      |
| Bronzo   | Nina Živanevskaja | Nuoto            | 100 m dorso femminili   |
| Bronzo   | Margarita Fullana | Ciclismo         | Cross country femminile |
| Bronzo   | Àlex Corretja Albert Costa | Tennis           | Doppio maschile         |
| Bronzo   | María Vasco | Atletica leggera | Marcia 20 km femminile  |
| Bronzo   | Iñaki Urdangarín Alberto Urdiales Andriy Xepkin Antonio Ortega Juan Pérez Antonio Ugalde Jordi Núñez Xavier O'Callaghan Jesús Olalla Rafael Guijosa Demetrio Lozano Enric Masip David Barrufet Talant Dujshebaev Mateo Garralda | Pallamano        | Torneo maschile         |

### Medagliere per discipline
| Sport            | Oro | Argento | Bronzo | Totale |
| ---------------- | --- | ------- | ------ | ------ |
| Ciclismo         | 1   | 0       | 1      | 2      |
| Ginnastica       | 1   | 0       | 0      | 1      |
| Judo             | 1   | 0       | 0      | 1      |
| Taekwondo        | 0   | 1       | 0      | 1      |
| Pugilato         | 0   | 1       | 0      | 1      |
| Calcio           | 0   | 1       | 0      | 1      |
| Nuoto            | 0   | 0       | 1      | 1      |
| Atletica leggera | 0   | 0       | 1      | 1      |
| Pallamano        | 0   | 0       | 1      | 1      |
| Tennis           | 0   | 0       | 1      | 1      |
| Totale           | 3   | 3       | 5      | 11     |

## Risultati

### Calcio
- Uomini

| Atleta | Classifica |                   |
| --- | --- | ----------------- |
| V · D · M Nazionale olimpica spagnola · Calcio ai Giochi Olimpici Estivi 2000 1 Aranzubía · 2 Lacruz · 3 Capdevila · 4 Marchena · 5 Unai · 6 Albelda · 7 Angulo · 8 Xavi · 9 José Mari · 10 Gabri · 11 Ferrón · 12 Puyol · 13 Luque · 14 Amaya · 15 Ismael · 16 Toni · 17 Tamudo · 18 Felip · CT : Sáez | Argento |                   |
| Nazionale olimpica spagnola · Calcio ai Giochi Olimpici Estivi 2000 | |                   |
| 1 Aranzubía · 2 Lacruz · 3 Capdevila · 4 Marchena · 5 Unai · 6 Albelda · 7 Angulo · 8 Xavi · 9 José Mari · 10 Gabri · 11 Ferrón · 12 Puyol · 13 Luque · 14 Amaya · 15 Ismael · 16 Toni · 17 Tamudo · 18 Felip · CT: Sáez                                                                                | 1 Aranzubía · 2 Lacruz · 3 Capdevila · 4 Marchena · 5 Unai · 6 Albelda · 7 Angulo · 8 Xavi · 9 José Mari · 10 Gabri · 11 Ferrón · 12 Puyol · 13 Luque · 14 Amaya · 15 Ismael · 16 Toni · 17 Tamudo · 18 Felip · CT: Sáez | Spagna (bandiera) |

### Pallacanestro
- Uomini

| Atleta | Classifica |
| --- | ---------- |
| V · D · M Nazionale spagnola - Pallacanestro ai Giochi della XXVII Olimpiade - Torneo maschile 4 Angulo · 5 Navarro · 6 López · 7 Garbajosa · 8 Rodríguez · 9 Jiménez · 10 de la Fuente · 11 Herreros · 12 Rogers · 13 de Miguel · 14 Reyes · 15 Dueñas · All. Lolo Sainz | 9°         |
| Nazionale spagnola - Pallacanestro ai Giochi della XXVII Olimpiade - Torneo maschile |            |
| 4 Angulo · 5 Navarro · 6 López · 7 Garbajosa · 8 Rodríguez · 9 Jiménez · 10 de la Fuente · 11 Herreros · 12 Rogers · 13 de Miguel · 14 Reyes · 15 Dueñas · All. Lolo Sainz                                                                                                |            |

### Pallanuoto
- Uomini

| Atleta | Classifica |                   |
| --- | --- | ----------------- |
| V · D · M Nazionale maschile spagnola di pallanuoto · Giochi olimpici - Sydney 2000 Rollán · Andreo · Pedrerol · Marcos · Estiarte · Ballart · Hernández · Moro I · Sans · Gómez · Sánchez · Moro D · García · CT : Juan Jané Giralt | 4° |                   |
| Nazionale maschile spagnola di pallanuoto · Giochi olimpici - Sydney 2000 | |                   |
| Rollán · Andreo · Pedrerol · Marcos · Estiarte · Ballart · Hernández · Moro I · Sans · Gómez · Sánchez · Moro D · García · CT: Juan Jané Giralt                                                                                      | Rollán · Andreo · Pedrerol · Marcos · Estiarte · Ballart · Hernández · Moro I · Sans · Gómez · Sánchez · Moro D · García · CT: Juan Jané Giralt | Spagna (bandiera) |